# Marie Hartig Kendall
Pour les articles homonymes, voir Hartig et Kendall.
Marie Hartig Kendall, née le 23 février 1854 à Mulhouse et morte en 1943 à Norfolk, est une photographe américaine. Ses portraits et paysages illustrent la région de Norfolk, Connecticut, à la fin du XIXe siècle et au début du XXe siècle. Elle a notamment couvert le grand blizzard de 1888.

## Biographie
Kendall naît à Mulhouse, en France. Elle émigre aux États-Unis avec sa famille et suit une formation d'infirmière à l'hôpital Bellevue de New York. Photographe autodidacte, Kendall acquiert son premier appareil photo dans les années 1880. Elle réalise au cours de sa vie environ 30 000 négatifs photographiques. Elle remporte un prix de photographie lors de l'Exposition universelle de 1893. Kendall vend également des photographies sous forme de cartes postales ainsi qu'au New Haven Railroad pour leurs campagnes publicitaires.
Quelque temps après la Première Guerre mondiale, Kendall détruit environ 30 000 négatifs sur plaque de verre qu'elle avait accumulés, vendant le verre pour un centime la pièce et n'en conservant qu'environ 500.
Kendall meurt à Norfolk en 1943.

## Héritage
Les photographies de Kendall ont été largement utilisées dans l'ouvrage History of Norfolk (1900) de Theron Wilmot Crissey.
La Norfolk Historical Society détient plus de 3 000 tirages de Kendall, des centaines de négatifs sur plaque de verre et des albums photo qu'elle a rassemblés.

## Galerie
|                        |
| Grand blizzard de 1888 |

|                     |
| Porcelets orphelins |

|                        |
| Glimpses of Ridgefield |

|                        |
| Grotte de Sarah Bishop |

|                              |
| Hommes au Eldridge Gymnasium |

|                            |
| Locomotive près de Norfolk |

|           |
| Canoeists |

|                                    |
| Haycocks et Haystack Mountain (en) |